# 尤赫特
49°38′39″N 26°42′7″E / 49.64417°N 26.70194°E
尤赫特（烏克蘭語：Юхт）是位於烏克蘭西部的村莊，由赫梅利尼茨基州裡赫梅利尼茨基區的扎斯盧奇內市鎮負責管轄。該村面積1.14平方公里，海拔高度306米，2001年人口137，人口密度每平方公里120.1人。